# توني تومبكينز
توني تومبكينز (بالإنجليزية: Tony Tompkins)‏ هو لاعب كرة القدم الكندية أمريكي، ولد في 21 نوفمبر 1982 في بورت أرثر في الولايات المتحدة.